# André Pevernage
André Pevernage [Andreas, Andries, Bevernage, Beveringen], né en 1542 ou 1543 à Harlebecque, près de Courtrai, et mort le 30 juillet 1591 à Anvers (?), est un polyphoniste de l’école franco-flamande de la Renaissance tardive.
Il fut l’un des rares compositeurs des Pays-Bas à ne pas quitter leur pays natal dans cette période turbulente, dominée par les guerres de religion. Il était un compositeur doué de motets, de madrigaux et de chansons. 

## Biographie
Il fit sans doute sa scolarité comme enfant de chœur de l'église Notre-Dame de Courtrai, avant de devenir chantre professionnel. Il obtint ensuite le poste de maître de chapelle à la cathédrale Saint-Sauveur de Bruges au début de 1563, puis occupa un poste identique à l'église Notre-Dame de Courtrai à partir du 17 octobre de la même année. C'est en 1564 qu’il obtint, en tant que chapelain, une prébende à l'église Saint-Willibrord de Hulst, pour y devenir chapelain permanent en 1569. Il continua pourtant à vivre à Courtrai. À Hulst, il rejoignit la guilde de sainte Cécile, pour laquelle il écrivit plusieurs de ses œuvres musicales.
Les guerres de religion du XVIe siècle furent aussi dévastatrices aux Pays-Bas que dans les régions adjacentes. Courtrai fut également touchée par la guerre ; Pevernage fuit la ville avec sa famille en 1577 ou 1578 lorsque celle-ci est reprise par les gueux. Les gueux calvinistes se montraient plutôt hostiles à la musique polyphonique et, Pevernage étant de confession catholique, sa carrière s'en trouvait compromise. Sa famille déménagea à Anvers, où il demeura jusqu'à l'année suivante. En raison des troubles religieux de 1578, il quitta Anvers avec sa famille, fut nommé la même année maître de chapelle à Bruges, mais perdit cet emploi lorsque les calvinistes reprirent la ville. Toutefois, en 1584, il put reprendre son ancien emploi de maître de chapelle à Courtrai. 
Lorsque les Espagnols, après le siège d'Anvers, chassèrent les Calvinistes de la ville en août 1585, Pevernage fut nommé maître de chapelle à la cathédrale Notre-Dame d'Anvers, le 29 octobre. L'une de ses tâches était de reconstituer la bibliothèque de musique de la cathédrale, après que celle-ci eut été pillée et incendiée par les calvinistes. Il occupa son poste jusqu'à sa mort en 1591 et fut enterré dans la cathédrale.

## Musique
La plupart des œuvres de Pevernage ont été imprimées à Anvers chez Christophe Plantin. Parmi les écrivains dont Pevernage mit en musique les poèmes figurent Clément Marot (dix chansons à 5 et 6 voix), Pierre de Ronsard (trois pièces à 5 et 8 voix, 1557-1572), Joachim Du Bellay (une chanson à 5 voix, 1590) et Philippe Desportes (treize pièces de 2 à 8 voix).
Pevernage fut un compositeur prolifique de musique vocale, sacrée comme profane : ses œuvres connues ne comprennent pas moins de 235 pièces, dont 115 de musique sacrée et 120 de musique profane. On ne connaît pas de musique instrumentale de sa main.
Les œuvres conservées comprennent, entre autres : 
- six messes à cinq et sept voix, publiées après sa mort à Anvers en 1602 ;
- une collection de motets, publiée sous le titre Cantiones sacræ en 1578, y compris des œuvres profanes dont plusieurs de circonstance, en l’honneur de la noblesse (comme Marguerite de Parme) ;
- un groupe de 14 antiennes mariales, publié à titre posthume.

Stylistiquement, ses œuvres représentent la pratique, caractéristique du XVIe siècle tardif, d’alterner des morceaux homophones avec d’autres, écrits dans un tissu polyphonique où les voix alternantes fonctionnent comme dans les cori spezzati ; l’influence de l’école vénitienne (représentée par Adrien Willaert et Giovanni Gabrieli) a ainsi été ressentie jusqu’aux Pays-Bas.
Pevernage écrivit également des madrigaux italiens. Les madrigaux sur des paroles italiennes étaient très demandés en Europe du Nord : l’engouement pour le genre n’atteindra l’Angleterre que vers la fin des années 1580. Pevernage écrivit aussi des chansons françaises, publiées en quatre livres distincts. Les chansons se caractérisent par l’emploi de syncopes, mélismes et rythmes complexes. 
Comme des compositeurs anversois tels que Hubert Waelrant et Corneille Verdonck, il mit en musique des poèmes sur des vers « brabançons » de Jan van der Noot. De ces compositions, aucune n’a été conservée.

## Sources et références
- Kamiel Cooremans, « Andreas Pevernage », The New Grove Dictionary of Music and Musicians, éd. Stanley Sadie. London, Macmillan, 1980. Voir aussi l'article du Grove's Dictionary of Music, online edition.
- (en) Gustave Reese, Music in the Renaissance, New York, W. W. Norton & Company, 1954, 1022 p. (ISBN 978-0-393-09530-2 et 0-393-09530-4, OCLC 599427, LCCN 59012879).